# خلیل ابراهیم دینچداغ
خلیل ابراهیم دینچداغ (ترکی استانبولی: Halil İbrahim Dinçdağ؛ زادهٔ ۱ ژانویهٔ ۱۹۷۶) داور فوتبال، و بازیکن فوتبال اهل ترکیه است.
او به دلیل همجنسگرا بودنش مجبور به خداحافظی از فوتبال شد.